# Мавпа та сутність
 «Мавпа та сутність» (англ. Ape and Essence) — роман Олдоса Гакслі, сатирична постапокаліптична антиутопія. Вперше вийшов 1948 року у видавництві Chatto and Windus у Великій Британії, та Harper & Brothers у США. Роман «Прекрасний новий світ» і «Мавпа та сутність» стали найвідомішими творами автора.

## Походження назви
Назвою послужили слова Ізабелли з другої сцени 2 акту комедії Вільяма Шекспіра «Міра за міру»:

But man, proud man, 

Drest in a little brief authority,

Most ignorant of what he's most assured,

His glassy essence, like an angry ape,

Plays such fantastic tricks before high heaven,

As make the angels weep.

(«Але людина — то гордій

з короткою, нікчемною владою,

не знає і того, у чому впевнен.

Безлика його сутність перед небом,

вона так корчить пики мавпячі,

що ангели ридають»)

## Символічне значення
«В той день був убитий Ґанді, однак тих людей, що гуляють на пагорбі Келвері набагато більше займав вміст кошиків з харчовими продуктами...».  Вже в першій фразі оригінальним майстерним ходом відзначений пафос твору. Вбивство Ганді — як символ кризи цивілізації, яка потрапила після хаосу війни в атмосферу бездуховності і цинізму,  загального споживання. Обивателі ж не помічаючи рівним рахунком нічого, продовжують проживати своє звичайне життя. Антиутопічний характер роману фіксується відразу — утопічні, раціонально-логічні формалістські проєкти, що задані всією парадигмою європейського мислення вироджуються в тоталітаризм і тиранію. При цьому згадується Платон — як по суті центрова фігура, що задає європейську традицію світорозуміння, як творець умоглядної інтелігібельної онтології та її соціального вираження у творі «Держава», першої утопії, яка породила проєктивне, організаційне відношення до суспілства, яке  критикував Гакслі, і яке призвело до фашизму та інших проблем сучасної цивілізації.

## Сюжет
Два друга знаходять знехтуваний кінокомпанією сценарій якогось Вільяма Телліса «Мавпа та сутність», і зацікавлюються твором і його автором. Вони дізнаються, що автор прожив скромне життя і  зовсім недавно  помер. Далі в романі наведений текст сценарію, який він написав.

### Сценарій
Сценарій описує майбутній фільм, побудований на змінах певних кадрів і голосом оповідача за кадром, який цитує різні вірші (як класичних і сучасних авторів, так і самого Гакслі). У перших кадрах — символічне вираження мавпячої сутності — прихованого, дурного, деструктивного інстинкту людини, якій для задоволення жахливих потреб в руки дана вся міць її людської філософії, науки і техніки. Символічним є й суспільство мавп, бабуїнів, які помикають найсвітлішими умами людства — Ейнштейном, Фарадеєм. Ці розуми вважали, що вживають свій геній в ім'я служіння істині і пізнанню, а на ділі вони прислуговували мавпячій сутності людини, дали їй в руки нові жахливі засоби самознищення. Як це вийшло? У книзі Ейнштейн запитує: «Ми ж нікому не робили зла, жили тільки заради істини», а тому й потрапили у рабство бабуїнів. Глибокий філософський сенс вкладає Гакслі в думку Блеза Паскаля про те, що служіння одній лише істині без співчуття — це не Бог, це ідол. Служіння чистій істині, без усвідомлення моральної відповідальності, етичного ставлення до світу — смертоносний ідол, готовий принести смерть людству.
Майбутнє. Людство практично самознищило себе війнами, штучними епідеміями, ядерними бомбардуваннями. В стороні від глобальної катастрофи залишилася, дивом уціліла Нова Зеландія, мешканці якої зберегли цивілізацію і культуру. Інші ж землі лежать в руїнах, по яких прямують натовпи людей, що опустилися, здичавіли та об'єднуються у племена і  нові спільності. Експедиція з Нової Зеландії знову намагається відкрити Америку, тільки з Заходу. Корабель припливає до берігів Каліфорнії, на його борту — група вчених, що досліджує Америку після радіаційного зараження, де вони стикаються не тільки з новими видами рослин, ґрунтів і тварин, але головне — з людьми, що уціліли після катастрофи, які намагаються вижити в нових умовах на руїнах колишньої цивілізації, де вони побудували вже нове суспільство.

### Головний герой
Головний герой роману — доктор Альфред Пул, вчений-ботанік з Нової Зеландії, скромна, сором'язлива людина,  справжній  вчений. Проживає життя під крилом своєї матері, не має досвіду відносин з жінками, пригнічений, замкнутий у собі, але він людина чесна, розуміюча, освічена.  До нього небайдужа співробітниця експедиції міс Хук, сувора жінка-науковець. Їх зв'язку благоволить і мати Пула, однак, сам Пул ніякої тяги до неї не відчуває. Він відстає від усієї експедиції і потрапляє в полон до людей, що живуть в цей час в Америці...

### Устрій громади
Гакслі створює модель суспільства, яке сформувалося на руїнах цивілізації. Більшою мірою — це антиутопічне формування, яке так полюбляє Гакслі. Проте тут зовсім не суспільство загального благоденства, як у «Прекрасному новому світі», це громада людей, що вижили після катастрофи, зневірених багато у чому, страждаючих від хвороб і радіаційної мутації. У громади є як церковна влада так і світська, представлена вождем. Особливе значення має церква. Люди в громаді поклоняються Велиалу, тобто дияволу, Повелителю Мух. Єдиний сенс життя людини — умилостивити Велиала, відсунути час смерті, кинути йому, як тигру шматок м'яса, щоб отримати тимчасовий перепочинок. На чолі церкви стоїть архинамісник.

Жителі громади звуться пролетаріатом. В самій в громаді проголошена «демократія» — свобода пролетаріату. Але їхня свобода пролетаріату — це свобода диявола, свобода диявола — свобода церкви. І, таким чином, церква вирішує всі питання і користується безмежною тоталітарною владою в громаді. Всякий, хто чинить їй опір, оголошується ворогом пролетарської свободи. В громаді заборонені будь-які статеві зносини, жінки оголошені посудиною диявола і ходять у фартухах з написами «НІ», що відвертають чоловіків від негожих вчинків. Лише раз на рік на свято, Велиалів день, оголошується повна сексуальна свобода і починається масова оргія в громаді. Пролетарів, яких не влаштовує такий стан речей і, які намагаються жити нормальним статевим життям, називають «шаленими» і оголошують поза законом. У них є один шанс — бігти з общини і приєднуватися до таємничих вільних народів, які також кочують по зруйнованій Америці. Але такий вихід пов'язаний з ризиком бути убитим при втечі. Діти, народжені після оргії, часто виявляються мутантами через радіацію. Їх урочисто знищують при загальному зборі громади. Церковники, служителі Велиала, каструються.

Загалом, перед нами постає класичне маленьке тоталітарне суспільство із своїм міфом і релігією, жорсткою структурою, вигаданими внутрішніми ворогами («шаленим»), заборонами на вільне статеве життя (як і в «1984»), та й взагалі на вільне життя. Таке суспільство бачиться Гакслі, як результат бездумного, жахливого розвитку цивілізації, його закономірне завершення. Криза всіх цінностей, занепад культури, втрата віри в прогрес і розум, а пізніше і ядерна катастрофа — цілком реальний, що леденить душу, футурологічний прогноз.

### Концепція історії
Архінамісник громади розповідає доктору Пулу оригінальну концепцію історії. Наводячи як доказ відомі факти, він стверджує, що людство всю свою історію було одержиме та кероване дияволом. Інакше неможливо пояснити, чому воно обирало для себе найгірші, самі згубні, найдеструктивніші лінії поведінки. Люди, що йдуть за Велиалом, створили ідеї націоналізму та прогресу. Перша породила безглузді війни, друга ж — як ідея про те, що можна отримати щось, нічого не втрачаючи, призвела до екологічної і ядерної катастрофи, дала людині потужні зброї самознищення. Гітлер та Рузвельт безсумнівно були одержимі дияволом, судячи з їх політики і дій. На всі заперечення доктора Пулу, архінамістник відповідає одним аргументом — диявол бажав деградації і смерті людства, і воно прийшло до такого кінця. Значить, все відбувалося за задумом Велиала.

### Історія кохання Пулу і Лули
Скромний і сором'язливий Пул зустрічається з Лулою, простою дівчиною, яка працює на розкопках кладовищ. Вона нічим не відрізняється від своїх одноплемінниць, спокійно приймаючи пристрій громади як належне, вона так само як і всі пропалює своє життя. Але щось змінюється в ній після знайомства з Пулом, щось схоже на любов, неприпустиму в громаді. Наївно-сентиментальна любов Пулу і Лули постає як алегорія безпорадної людяності і надії, безсилої перед обличчям Громади. Пул кидає роботу експериментального ботаніка, милостиво надану йому архинамісником, а також відрікається від можливості стати церковником, тобто панівною особою з багатьма повноваженнями. Лула також кидає роботу і разом вони намагаються втекти з громади до загадкових вільних племен у пошуках любові і щастя. Йдучи, вони натикаються на могилу якогось Вільяма Телліса (автора п'єси «Мавпа і сутність»). Цим закінчується сценарій п'єси і сам твір Гакслі.